# Kleptochthonius proximosetus
Espèce
Kleptochthonius proximosetus est une espèce de pseudoscorpions de la famille des Chthoniidae.

## Distribution
Cette espèce est endémique de Virginie aux États-Unis. Elle se rencontre dans la grotte Gallohan Cave dans le comté de Lee.

## Description
Le mâle holotype mesure 2,26 mm et la femelle paratype 2,18 mm.

## Publication originale
- Muchmore, 1976 : New cavernicolous species of Kleptochthonius, and recognition of a new species group within the genus (Pseudoscorpionida: Chthoniidae). Entomological News, vol. 87, no 7/8, p. 211-217 (texte intégral).